# Coordenadas de acción-ángulo
En mecánica clásica, las coordenadas de acción-ángulo son un conjunto de coordenadas canónicas útiles en la resolución de muchos sistemas hamiltonianos integrables. El método de acciones-ángulos es útil para obtener las frecuencias de movimientos oscilatorios o rotacionales sin necesidad de resolver las ecuaciones del movimiento. Las coordenadas de acción-ángulo se utilizan principalmente cuando las ecuaciones de Hamilton-Jacobi son completamente separables (por tanto, el hamiltoniano no depende explícitamente del tiempo y por consiguiente la energía se conserva). Las variables de acción-ángulo definen un toro invariante, llamado así porque mantener la acción constante define la superficie de un toro, con las variables de ángulo parametrizando las coordenadas del toro.
Las condiciones de cuantización de Bohr-Sommerfeld, usadas para desarrollar la mecánica cuántica antes del desarrollo de la mecánica ondulatoria, afirman que la acción debe ser un múltiplo entero de la constante de Planck. De forma similar, el trabajo de Einstein en la cuantización EBK y la dificultad para cuantizar sistemas no integrables se expresa en términos de los toros invariantes de las coordenadas de acción-ángulo.
Las coordenadas de acción-ángulo son también útiles en teoría de perturbaciones en mecánica hamiltoniana, especialmente para determinar invariantes adiabáticos. Uno de los primeros resultados de teoría del caos para las perturbaciones no lineales de sistemas dinámicos con pocos grados de libertad es el teorema KAM, que afirma que los toros invariantes son estables bajo perturbaciones pequeñas.
El uso de variables de acción-ángulo fue fundamental en la resolución de la red de Toda y en la definición de los pares de Lax o, de forma más general, en la idea de evolución isoespectral de un sistema.

## Derivación
Las variables de acción-ángulo resultan de una transformación canónica de tipo 2 donde la función generatriz es la función característica de Hamilton {\displaystyle W(\mathbf {q} )} (no la función principal de Hamilton {\displaystyle S}). Dado que el hamiltoniano original no depende explícitamente del tiempo, el nuevo hamiltoniano {\displaystyle K(\mathbf {w} ,\mathbf {J} )} es simplemente el hamiltoniano anterior {\displaystyle H(\mathbf {q} ,\mathbf {p} )} expresado en términos de las nuevas coordenadas canónicas, que denotamos {\displaystyle \mathbf {w} } (las variables de ángulo, que son coordenadas generalizadas) y sus nuevos momentos generalizados {\displaystyle \mathbf {J} }. No necesitaremos resolver la función generatriz {\displaystyle W}, simplemente la utilizamos para relacionar los dos conjuntos de coordenadas canónicas.
En lugar de definir directamente las variables de ángulo {\displaystyle \mathbf {w} }, definimos sus momentos generalizados, que representan la acción clásica para cada coordenada generalizada
{\displaystyle J_{k}\equiv \oint p_{k}\,dq_{k}}
donde el camino de integración viene dado por la función de energía constante {\displaystyle E=E(q_{k},p_{k})}. Dado que el movimiento real no interviene en la integración, estos momentos generalizados {\displaystyle J_{k}} son constantes del movimiento, lo que implica que el hamiltoniano transformado {\displaystyle K} no depende de las coordenadas generalizadas conjugadas {\displaystyle w_{k}}
{\displaystyle {\frac {d}{dt}}J_{k}=0={\frac {\partial K}{\partial w_{k}}}}
donde los {\displaystyle w_{k}} vienen dados por la ecuación habitual para un transformación canónica de tipo 2,
{\displaystyle w_{k}\equiv {\frac {\partial W}{\partial J_{k}}}}
Así, el nuevo hamiltoniano {\displaystyle K=K(\mathbf {J} )} depende únicamente de los nuevos momentos generalizados {\displaystyle \mathbf {J} }.
La dinámica de las variables de ángulo viene dada por las ecuaciones de Hamilton,
{\displaystyle {\frac {d}{dt}}w_{k}={\frac {\partial K}{\partial J_{k}}}\equiv \nu _{k}(\mathbf {J} )}
El lado derecho es una constante del movimiento (ya que todos los {\displaystyle J} lo son). Por tanto, la solución viene dada por
{\displaystyle w_{k}=\nu _{k}(\mathbf {J} )t+\beta _{k}}
donde {\displaystyle \beta _{k}} es una constante de integración. En particular, si la coordenada generalizada original está sujeta a una oscilación o rotación de periodo {\displaystyle T}, la variable de ángulo correspondiente {\displaystyle w_{k}} cambia como {\displaystyle \Delta w_{k}=\nu _{k}(\mathbf {J} )T}.
Estos {\displaystyle \nu _{k}(\mathbf {J} )} son las frecuencias de oscilación/rotación para las coordenadas generalizadas originales {\displaystyle q_{k}}. Podemos ver esto integrando el cambio neto en la variable de ángulo {\displaystyle w_{k}} a lo largo de exactamente una rotación completa (una oscilación o una rotación) de sus coordenadas generalizadas {\displaystyle q_{k}}
{\displaystyle \Delta w_{k}\equiv \oint {\frac {\partial w_{k}}{\partial q_{k}}}\,dq_{k}=\oint {\frac {\partial ^{2}W}{\partial J_{k}\,\partial q_{k}}}\,dq_{k}={\frac {d}{dJ_{k}}}\oint {\frac {\partial W}{\partial q_{k}}}\,dq_{k}={\frac {d}{dJ_{k}}}\oint p_{k}\,dq_{k}={\frac {dJ_{k}}{dJ_{k}}}=1}
Introduciendo estas expresiones en la fórmula de {\displaystyle \Delta w_{k}} obtenemos la ecuación deseada
{\displaystyle \nu _{k}(\mathbf {J} )={\frac {1}{T}}}
Las variables de ángulo {\displaystyle \mathbf {w} } son un conjunto independiente de coordenadas generalizadas. Así, en el caso general, cada coordenada generalizada {\displaystyle q_{k}} puede expresarse como una serie de Fourier en todos los ángulos
{\displaystyle q_{k}=\sum _{s_{1}=-\infty }^{\infty }\sum _{s_{2}=-\infty }^{\infty }\cdots \sum _{s_{N}=-\infty }^{\infty }A_{s_{1},s_{2},\ldots ,s_{N}}^{k}e^{i2\pi s_{1}w_{1}}e^{i2\pi s_{2}w_{2}}\cdots e^{i2\pi s_{N}w_{N}}}
donde {\displaystyle A_{s_{1},s_{2},\ldots ,s_{N}}^{k}} son los coeficientes de la serie de Fourier. En la mayoría de los casos, sin embargo, una coordenada generalizada original {\displaystyle q_{k}} podrá expresarse como una serie de Fourier en su propia variable de ángulo {\displaystyle w_{k}}
{\displaystyle q_{k}=\sum _{s_{k}=-\infty }^{\infty }e^{i2\pi s_{k}w_{k}}}

## Resumen del procedimiento básico
El procedimiento general tiene tres pasos:
1. Calcular los nuevos momentos generalizados {\displaystyle J_{k}}
2. Expresar el hamiltoniano original completamente en términos de estas variables.
3. Tomar las derivadas del hamiltoniano respecto a estos momentos para obtener las frecuencias {\displaystyle \nu _{k}}

## Degeneración
En algunos casos, las frecuencias de dos coordenadas generalizadas diferentes son idénticas, esto es, {\displaystyle \nu _{k}=\nu _{l}} para {\displaystyle k\neq l}. En estos casos se dice que el movimiento es degenerado. 
El movimiento degenerado indica que existen cantidades conservadas generales adicionales. Por ejemplo, las frecuencias del problema de Kepler son degeneradas, lo que se corresponde con la conservación del vector de Laplace-Runge-Lenz.
El movimiento degenerado también indica que las ecuaciones de Hamilton-Jacobi son completamente separables en más de un sistema coordenado. Por ejemplo, el problema de Kepler es completamente separable tanto en coordenadas esféricas como en coordenadas parabólicas.